# Alfred Kałuziński
Alfred Kałuziński   (Cracòvia, 21 de desembre de 1952 - Klimkówka, 4 de setembre de 1997) fou un jugador d'handbol polonès que va competir entre les dècades de 1960 i 1990.
El 1976 va prendre part en els Jocs Olímpics de Mont-real, on va guanyar la medalla de bronze en la competició d'handbol. Quatre anys més tard, als Jocs de Moscou, finalitzà en setena posició en la mateixa competició. En el seu palmarès també destaca una medalla de bronze al Campionat del món d'handbol de 1982.
Amb la selecció polonesa d'handbol va jugar un total de 204 partits oficials, en què marcà 620 gols.